# Simret Sultan
Simret Sultan Ghebermichael (* 20. Juli 1984 in Mirara) ist eine ehemalige eritreische Leichtathletin. Sie hatte sich auf den Langstrecken- und Crosslauf spezialisiert.

## Biografie
Simret Sultan gewann 2007 das Cross de Atapuerca in Spanien und belegte bei den Crosslauf-Weltmeisterschaften den neunten Rang. Im 5000-Meter-Lauf bei den Afrikaspielen in Algier wurde sie Fünfte. Bei den Olympischen Spielen 2008 in Peking war Fahnenträgerin Eritreas während der Eröffnungsfeier. Sultan startete über 5000 Meter, schied jedoch im Vorlauf und belegte im Endklassement den 16. Platz.
2009 beantragte Sultan Asyl im Vereinigten Königreich.